# Portal (группа)
Portal (с англ. — «Портал») — австралийская экстремальная метал-группа, чей стиль представляет собой неординарное сочетание дэт-метала, блэк-метала, дарк-эмбиента и экспериментальной музыки. Гибридный музыкальный стиль группы характеризуется сильно перегруженным гитарным звучанием, пониженным музыкальным строем и вокалом, варьирующимся от сильно обработанного вплоть до «угрожающих, гулких» звуковых эффектов до гроулинга.
В своей статье для Popmatters Адриен Бегранд отметил, что «дэт-метал всегда притворяется пугающим, но […] всё это довольно безобидно. Тем не менее, я не ошибаюсь, говоря, что дэт-метал, создаваемый австралийцами Portal, действительно чертовски ужасающий». Ведущий гитарист Хоррор Иллогиум (Horror Illogium) описал цель Portal как «захватить все возможности кинематографического ужаса». На сегодняшний день они выпустили семь полноформатных альбомов, а также несколько мини-альбомов и сплит-релизов. В 2021 году на лейбле Profound Lore Records вышло сразу два альбома австралийцев под названиями Hagbulbia и Avow. Альбом Hagbulbia представляет собой нехарактерный для группы нойз-индастриал.

## Музыкальный стиль
Основное влияние на Portal оказали Morbid Angel, Beherit и Immolation. Описывая стиль группы, журнал Decibel писал: «Если бы Morbid Angel и Gorguts родили ребёнка-немецкого экспрессиониста, этим нечестивым существом стал бы Portal». Группу хвалили за её «адскую атмосферу» и «холодную, мрачную» интерпретацию дэт-метала. Дениз Фальзон, обозреватель Exclaim!, писала, что третий альбом коллектива, Swarth, «имеет чрезвычайно сырое звучание с сильно перегруженными гитарными риффами, которые помогают создать общую хаотичную и апокалиптическую атмосферу альбома». Стиль группы также описывался как ориентированный на «постоянный диссонанс», «бессистемные структуры песен» и «абстрактные темы». Однако ведущий гитарист Horror Illogium оспаривает мнение о том, что в написании песен группы не хватает структуры: «Мы действительно создаём песни, хотя наши структуры необычны. Они созданы с большим артистическим, чрезмерным вниманием […]; наши песни можно рассматривать как композиции, содержащие безумные элементы».
На вопрос, сможет ли Portal вывести экстремальную музыку за рамки дэт-метала, Horror Illogium ответил, что:

Portal исследует глубину и атмосферу с целью создания наглядного звукового ландшафта. Термин «экстремальный» не подходит к нам в контексте, который используют другие группы: самый быстрый бластбит или самая техничная гитарная работа. Думать, будто это спорт, просто отвратительно! Экстриму ради экстрима во всех смыслах нет места в нашем искусстве. Чувство должно течь, исследуя различные грани тьмы и атмосферы. Нет никакого интереса выводить основную идею Portal за рамки метала. На самом деле, нам не кажется, что эта форма дэт-метала достигла своего наивысшего потенциала.
Оригинальный текст (англ.)Portal explores depth and atmosphere in the aim of a descriptive soundscape. The term "extreme" would not really apply to us in the context that other bands would use: the fastest blastbeat or the most technical guitar work. That kind of mindframe as though it is a sport is sickening! Extreme for the sake of extreme in any regard has no place in our art. The feeling must flow, exploring different planes of darkness and atmosphere. There is no interest in taking the main core of Portal beyond Metal at all. In fact, we don't feel as though this form of Death Metal has reached its greatest potential yet.

В то время как некоторые критики отмечали «низкое качество звука» и «неочищенное, мутное звучание» на альбомах Portal, Horror Illogium возразил, что группа сознательно тратит много времени, «исследуя различное оборудование для гитарных эффектов для достаточной отчётливости, равно также, как и для достаточной грязи». Заявив, что «существует не так много частот, которые могут разделять пространство», он указал, что подход Portal включает в себя достижение «баланса, позволяющего инструментам разлетаться и взрываться, когда это необходимо. Это даст более детальный звуковой ландшафт и подчеркнёт воздействие и глубину отдельных частей музыки».

## Анонимность музыкантов
Члены группы скрывают свою личность и используют сценические имена. Их образ состоит из «костюмов и масок палачей, за исключением вокалиста The Curator», который носит головной убор, соответствующий теме последнего альбома, в случае Seepia это была «огромная рваная шляпа волшебника, закрывающая его лицо».
Идея этих костюмов была разработана The Curator и Horror Illogium, вдохновлявшихся модой 1920-х годов и образами, созданными актёром Лоном Чейни-старшим в нескольких его ролях из эпохи немого кино, которые, согласно Horror Illogium, были идеальным внешним видом, который группа хотела изобразить. Ведущий гитарист группы Horror Illogium заметил, что «анонимность никогда не была нашим modus operandi. Это чувство, которому подвергаемся мы сами, они [костюмы и сценические имена] служат сосудом для нашего бегства». В интервью андеграундному интернет-порталу Deaf Sparrow, Portal дали интервью полностью в соответствии с их сценическими персонажами, причём интервьюер обращался к ним, основываясь на их анонимных образах

## Тематика песен и музыкальные концепции
Для своих песен группа находит вдохновение в существах, упомянутых в «Мифах Ктулху», таких как Ньярлатотеп, Йог-Сотот, Азатот и Ктулху. Однако, согласно недавнему интервью, их тематика глубоко ушла в другие произведения. Гитарист Horror Illogium заявил, что поначалу они только слегка ссылались на Лавкрафта, и с тех пор они разработали свою собственную мифологию. The Curator также сказал, что Portal — это «не группа Лавкрафта. Мы только заимствовали некоторые из его „Мифов“ во время нашего становления и использовали базисные темы для нескольких треков». Portal назвали свою концепцию «Olde Guarde», это их «секта» которая, согласно интервью, продвигает идеи «Vint-Age», то есть использование Portal отсылок на старые технологии, эзотерические произведения и викторианскую/эдвардианскую культуры.

## Состав

### Текущие участники
- Куратор (The Curator) — вокал (1994-настоящее время)
- Хоррор Иллогиум (Horror Illogium) — соло-гитара (1994-настоящее время)
- Афотик Моут (Aphotic Mote (с англ. — «Сумрачная пылинка»)) — ритм-гитара (2003-настоящее время)
- Игнис Фатуус (Ignis Fatuus (с англ. — «Блуждающий огонь»)) — ударные (2007-настоящее время)
- Оменоус Фюг (Omenous Fugue (с англ. — «Зловещая фуга»)) — бас-гитара (2009-настоящее время)

### Бывшие участники
- Верм (Werm) — бас-гитара (2002—2005)
- Мефитик (Mephitic (с англ. — «Зловонный»)) — ударные (2002—2005)
- Элсвер (Elsewhere (с англ. — «В другом месте»)) — бас-гитара (2006)
- Монокуляр (Monocular) — ударные (2006)
- Фантом Сонспикьюос (Phathom Conspicuous) — бас-гитара (2007—2008)

## Дискография

### Студийные альбомы
- Seepia (2003)
- Outré (2007)
- Swarth (2009)
- Vexovoid (2013)
- Ion (2018)
- Avow (2021)
- Hagbulbia (2021)

### Мини-альбомы
- The End Mills (2002)
- The Sweyy (2004)

### Демо
- Portal (1998)
- Lurker at the Threshold (2006)